# Chinameca (volcan)
Pour les articles homonymes, voir Chinameca.
Le Chinameca est un stratovolcan du Salvador.